# Praxagoras van Cos
Praxagoras van Cos was de leermeester van Herophilus van Chalcedon en was de eerste die de pols opnam van zieken om hun gezondheidstoestand waar te nemen. Er bestonden nog geen horloges, dus werd er waarschijnlijk gebruikgemaakt van muzikale en poëtische ritmes.